# Budsene
Budsene ist ein archäologischer Fundplatz auf der dänischen Insel Møn.
Im Jahre 1903 fand man dort im feuchten Boden in der Nähe eines Baches einen ausgehöhlten Erlenstamm, der durch eine Lehmschicht hindurch in eine wasserführende Schicht eingegraben war. Oberhalb der Eintiefung lagen etwa 100 Steine um den Stamm herum. Der Stamm war mit Tierknochen gefüllt: Ein Hund, ein Pferd, drei oder vier Schafe, ein Schwein, drei Kälber und zwei Rinder.
Darüber befand sich ein Hängebecken, in dem sich ein Gürtelbuckel und Spiralarmringe aus Bronze befanden. Es handelt sich um das eindeutige Zeichen für einen Opferfund. Er wird in die Periode V der nordischen Bronzezeit datiert.